# Carlos Giménez
Pour les articles homonymes, voir Carlos Giménez (homonymie).
Carlos Giménez (né le 6 mars 1941 à Madrid) est un auteur espagnol de bande dessinée,. Il est surtout reconnu pour ses bandes dessinées autobiographiques publiées à partir des années 1970 retraçant son enfance en internat (Paracuellos), son adolescence et la vie des auteurs de bande dessinée barcelonais (Los Profesionales). Paracuellos lui a valu l'Alfred du meilleur album au Festival d'Angoulême 1981 et le Prix du patrimoine au Festival d'Angoulême 2010.

## Biographie
Il est né le 6 mars 1941 dans le quartier des ambassades de Madrid. Son père est mort jeune, laissant sa femme et ses enfants Carlos, Vincent et Antonio. Carlos était le plus jeune. Atteinte d'une tuberculose, sa mère fut enfermée dans un hôpital, laissant Carlos à l'orphelinat. Après une enfance difficile passée au sein d'organismes religieux, il se fait aimer des professeurs grâce à son talent artistique. Il dessine pour certains professeurs ou décore une armoire pour son instructeur paramilitaire. Sa carrière débute lorsqu'il rencontre le dessinateur Lopez Blanco à l'âge de 17 ans. En 1959, il devient son assistant sur Las Aventuras del F.B.I. En même temps, il réalise quelques récits intitulés Curiosidas pour l'éditeur Ibergraf.
En 1961, il dessine quelques épisodes de la série policière Drake & Drake ainsi que quelques récits de guerre pour Maga. En 1962-63, il travaille sur Buck Jones (Buck John en France chez Impéria) pour le marché français. De 1963 à 1967, il collabore le temps de 24 épisodes de 20 pages avec Manuel Medina sur Gringo pour le compte de l'agence Selecciones Ilustradas de Barcelone. C'est d'ailleurs pour mieux suivre des paiements ayant tendance à prendre du retard qu'il décide d'aller habiter dans la capitale catalane. Gringo est la première œuvre importante de Gimenez. D'abord conçu pour l'export (dont la France dans TOTEM), cette série connaîtra de nombreuses rééditions dans son pays d'origine.
En 1967, Gimenez forme « el grupo de La Floresta » avec ses compères Adolfo Usero, Esteban Maroto, Luis García et Suso Peña avec qui il réalise Alex, Khan y Khamar pour l'agence José Ortega, une bande à destination du marché allemand. À la même époque, il dessine aussi quelques épisodes de Delta 99 sur une idée de José Toutain et un scénario de Jesús Flores Thies (puis de Víctor Mora) que l'on peut lire chez nous dans VICK et SAFARI. Il multiplie alors ses travaux comme des épisodes de Tom Berry et Kiko 2000 pour le marché allemand.
En 1969, il crée Copo Loco y Cómputo, une série de SF humoristique. En 1970, il dessine Dani Futuro avec Víctor Mora. En 1971, il récidive avec Mora sur Ray 25. Dans le début des années 1970, il adapte l'Odyssée d'Homère et L'Île au trésor ou illustre des encyclopédies. En 1975, il adapte une nouvelle de Brian Aldiss, Hom qui sortira en album. En 1978, il adapte encore Jack London avec Koolau el leproso . En 1979, il dessine pour Pif Gadget l'adaptation du roman de Robert Merle Un animal doué de raison sur scénario de Víctor Mora pour qui il dessinera aussi Tequila Bang! contra el Club Tenax.
Au début des années 1980, il dessine Paracuellos une bande dessinée autobiographique racontant son enfance à l'internat et Los Profesionales.
Il est devenu un dessinateur reconnu publiant dans les plus grandes revues dans le monde entier que ce soit Fluide glacial ou Pilote en France, Totem, Comix International, Madriz. On le voit sur des BD érotiques comme des histoires de SF, des bandes adultes ou plus enfantines tandis que sa production d'albums ne faiblit pas avec notamment le 4e volet de Paracuellos en 2000.
En 2003, il reçoit la Médaille d'or du mérite des beaux-arts par le Ministère de l'Éducation, de la Culture et des Sports.
Paru en 2020 en France, le tome 2 de Paracuellos (Fluide glacial) figure dans la sélection pour le fauve d'or au Festival d'Angoulême 2021.

## Récompenses
- 1980 :  Prix Saint-Michel du meilleur dessinateur étranger pour Koolau le lépreux.
- 1981 :  Alfred du meilleur album au festival d'Angoulême pour Paracuellos[6].
- 1985 : Prix Haxtur de la meilleure histoire courte pour « Primer Amor », dans Ilustración + Comix Internacional no 45.
- 1991 : Prix Haxtur du meilleur scénario pour « Sabor a menta », dans Totem el Comix no 53.
- 2001 : Prix Haxtur du meilleur scénario pour « Garde-à-vous ! », dans Paracuellos no 4.
- 2003 : Médaille d'or du mérite des beaux-arts.
- 2004 : Prix Haxtur spécial « John Buscema ».
- 2007 : Prix Haxtur de la meilleure histoire courte pour « Ese día », dans Barrio t. 4 ; du finaliste ayant reçu le plus de votes pour Barrio.
- 2010 :  Prix du patrimoine du festival d'Angoulême pour Paracuellos.